# Mobile Indijanci
Mobile (Mobilian), nekad snažan indijanski narod s Jugoistoka današnjih Sjedinjenioh Država, porodice Muskhogean, nastanjen u vrijeme dolaska Francuza duž zapadne obale rijeke Mobile u Alabami, odnosno kako kaže Swanton, između Mobile i Tombigbee Rivera. Prema Ponce de Leonu (1540.) ovih Indijanaca je bilo nekih 6,500, a njima je vladao s velikim utjecajem, poznati poglavica Tuscaloosa. Pleme se održalo negdje do prve polovice 18. stoljeća, od kada se vode kao nestali. 

## Ime
Ime Mobile prema Halbertu (1901), možda dolazi od choctaw moeli, "to paddle". Swanton ne vjeruje ovom prijevodu. Indijanci riječ Mobile izgovaraju 'moila'. U De Sotovim kronikama pretvorila se u Mauilla, Mavila, ili Mauvila.

## Povijest
Mobile se spominju prvi puta otkrićem 1540. i to u krvavoj bici 18. listopada 1540. kada je Tuscaloosa napao Španjolce i nanesao im teške gubitke u mrtvima i ranjenima, ali je i sam izgubio 2,500 ratnika. Sljedeći susret s bradatim Španjolcima dešava se 1559., to De Luna prolazi kroz njihovu zemlju. Po zapisima Mobile su tada živjeli u selu Nanipacna. U kasnijem periodu nalazimo ih kod Gees Renda, na rijeci Alabama u današnjem okrugu Wilcox. U francuskim mapama ovo mjesto označeno je s "Vieux Mobiliens." Godine 1686. Mobile su u ratu s Pensacola Indijancima, tako barem navodi španjolsko pismo. Dolaskom Francuza u ove krajeve Mobile žive u području između Tonbigbeeja i Alabame. Njihovi ostaci vjerojatno su uz druga plemena preseljeni na Indijanski Teritorij, gdje su izgubili identitet s Choctaw Indijancima

## Kultura
Mobile kulturno pripadaju plemenima Jugoistočnih sjedilačkih ratara.

## Vanjske poveznice
- Mobile  Arhivirana inačica izvorne stranice od 26. rujna 2007. (Wayback Machine)
- Mobile Indian Tribe History